# Let Afriqiyah Airways 209
Afriqiyah Airways Flight 209 byl pasažérský vnitrostátní let z libyjského Sabhá do Tripolis, který byl unesen 23. prosince 2016 a byl donucen přistát v 11:32 v městě Luqa na ostrově Malta. Let byl operován libyjskou národní aeroliní Afriqiyah Airways na palubě bylo 111 pasažérů a 7 členů posádky, všech 118 lidí na palubě přežilo bez zranění. Únosci se prohlásili za stoupence bývalého libyjského vůdce Kaddáfího a požadovali na Maltě politický azyl. Údajně měli u sebe granáty a falešný sebevražedný pás. Po vyhrožování se vzdali a propustili všechny cestující i posádku letadla. Ve 14:30 byli únosci zatčeni.